# Памятник Н. Э. Бауману (Москва, Елоховская площадь)
Памятник Н. Э. Бауману установлен в Пушкинском сквере на Елоховской площади в Москве в память о российском революционере Николае Эрнестовиче Баумане, открыт 31 октября 1931 года. Объект культурного наследия регионального значения.

## История
Решение о сооружении памятника Н. Э. Бауману в Москве было принято в 1925 году. В конкурсе участвовали пять скульпторов: Б. Д. Королёв, В. В. Лишев, М. Г. Манизер, С. Г. Маграчев и И. А. Менделевич. Работа Бориса Даниловича Королёва была признала лучшей.

## Описание памятника
Скульптура памятника сделана из бронзы, а пьедестал памятника — гранитный.
Николай Эрнестович Бауман изображён стоящим на постаменте памятника во весь рост. Левая рука спрятана в пальто; в правой руке — прижатая к груди пачка подпольной газеты «Искра», поперёк свернутой пачки крупно видно её название.
Три бронзовых барельефа на боковых сторонах памятника иллюстрируют этапы жизни Н. Э. Баумана: побег из ссылки в Вятской губернии, побег из Киевской тюрьмы и насильственную смерть. Под барельефами — поясняющие надписи:
- Лицевая сторона: «Николай Эрнестович Бауман. 1873-1905». Ниже — слова В. И. Ленина: «Пусть послужат почести, оказанные восставшим народом его праху, залогом полной победы восстания и полного уничтожения проклятого царизма».

- Задняя сторона: «Н. Э. Бауман за активную революционную деятельность в Петербурге был арестован в 1897 г. и находился в заключении двадцать два месяца в Петропавловской крепости».

- Левая сторона: «Т. Бауман был арестован в 1902 г. по делу организации «Искры» и бежал из киевской тюрьмы вместе с десятью товарищами».

- Правая сторона: «Убийство товарища Баумана показывает ясно, что царский манифест 17 октября был ловушкой. Чего стоят все эти обещания свободы, пока власть и вооруженная сила остается в руках правительства».

Кроме того, на памятнике есть информация о его изготовителях: «Памятник сооружён в 1931 г. по заданию Райсовета обществом московских художников (ОМХ). Исполнитель скульптор Б. Д. Королев. Артель «Гранит». Завод „Технолог“ (бывшая фабрика Э.Э. Виллера)».